# Simmetria centrale
In matematica, e più precisamente in geometria, una simmetria centrale è una trasformazione (della retta, del piano o dello spazio) che scambia tra di loro gli estremi di ogni segmento il quale abbia, come punto medio, un punto fissato (della retta, del piano o dello spazio), detto centro di simmetria. La simmetria centrale coincide con la rotazione di 180° rispetto al centro di simmetria.

## Geometria euclidea piana
Nel piano euclideo, due punti {\displaystyle A} e {\displaystyle A'} si dicono simmetrici rispetto a un punto {\displaystyle O} quando {\displaystyle O} è il punto medio del segmento {\displaystyle AA'.} Il punto {\displaystyle A'} si dice il simmetrico di {\displaystyle A} rispetto a {\displaystyle O} e viceversa.
La corrispondenza biunivoca che associa ad ogni punto {\displaystyle A} il punto {\displaystyle A'} suo simmetrico, e viceversa, si dice simmetria centrale di centro {\displaystyle O.}
La simmetria centrale è un'isometria del piano, cioè conserva la lunghezza dei segmenti.
Alcuni autori utilizzano la notazione {\displaystyle \sigma _{O}} per indicare la simmetria centrale di centro {\displaystyle O;} il simmetrico di {\displaystyle A} si scrive {\displaystyle A'=\sigma _{O}(A)}.
La simmetria centrale è involutoria, cioè coincide con la propria inversa e composta con sé stessa dà l'identità.
Infine, la simmetria centrale è un'isometria di tipo diretto, cioè mantiene l'orientazione degli oggetti; ad esempio, una coppia di assi ortogonali, il verso di percorrenza dei lati di un triangolo, ecc.

### La simmetria centrale in coordinate cartesiane
Nel piano cartesiano {\displaystyle \mathbb {R} ^{2}}, la simmetria centrale di centro {\displaystyle O(x_{0},y_{0})} è una corrispondenza biunivoca
{\displaystyle (x,y)\mapsto (x',y')}
definita nel modo seguente:
{\displaystyle {\begin{cases}x'=-x+2x_{0}\\y'=-y+2y_{0}.\end{cases}}}
L'espressione si estende in dimensione più alta. Nello spazio euclideo {\displaystyle n}-dimensionale {\displaystyle \mathbb {R} ^{n}}, la simmetria di centro {\displaystyle O(x_{01},x_{02},\ldots ,x_{0n})} è descritta come
{\displaystyle {\begin{aligned}\sigma _{O}\colon \mathbb {R} ^{n}&\to \mathbb {R} ^{n}\\(x_{1},x_{2},\ldots ,x_{n})&\mapsto (x_{1}',x_{2}',\ldots ,x_{n}'),\end{aligned}}}
dove
{\displaystyle x_{k}'=-x_{k}+2\,x_{0k},\quad k=1,2,\ldots ,n.}

## Figure simmetriche
Esempi di figure geometriche con simmetria centrale sono alcuni poligoni circoscrivibili, come il quadrato.